# Aesop Rock
Aesop Rock (nascido como Ian Matthias Bavitz em 5 de junho de 1976) é um rapper e produtor norte-americano. É também um membro do grupo The Weathermen. Sobre a origem de seu nome, ele afirma: "eu adquiri o nome Aesop de um filme no qual eu atuei com alguns amigos. Era o nome do meu personagem e ele meio que se prendeu a mim. a parte do rock veio mais tarde só de eu tentar algumas rimas".
Uma versão remixada da sua canção "No Jumper Cables" figurou na trilha sonora do jogo eletrônico Tony Hawk's Underground 2.

## Discografia
Álbuns de estúdio
- Music for Earthworms (1997)
- Float (2000)
- Labor Days (2001)
- Bazooka Tooth (2003)
- None Shall Pass (2007)
- Skelethon (2012)
- The Impossible Kid (2016)